# Esteban e le misteriose città d'oro
Esteban e le misteriose città d'oro (太陽の子エステバン?, Taiyo no Ko Esteban, letteralmente "Esteban, figlio del sole", in francese Les Mystérieuses Cités d'or) è un anime prodotto in 39 episodi dalla Pierrot nel 1982. L'anime è una coproduzione franco-giapponese che si basa sul romanzo per ragazzi "The King's Fifth" (1966) dello scrittore statunitense Scott O'Dell. Nel 2012 è stata prodotta in Francia e Belgio una seconda serie intitolata Les Mystérieuses Cités d'or.

## Trama
La storia si svolge in Sudamerica all'epoca dei conquistadores spagnoli, che vagavano per il Nuovo Mondo alla ricerca dei tesori dei nativi americani.
I protagonisti sono Estéban, un ragazzo spagnolo che si è recato nell'America del Sud in cerca di avventure e la sua amica Lia, ragazza appartenente ad una tribù inca che lo aiuterà a trovare la misteriosa città di Eldorado.

## Episodi
I titoli degli episodi si riferiscono all'edizione inglese. Nella trasmissione italiana su Rai Due del 1984 gli episodi non avevano titolo, ma erano semplicemente numerati.
| Nº | Titolo italiano Giapponese 「Kanji」 - Rōmaji                                      | In onda          | In onda |
| Nº | Titolo italiano Giapponese 「Kanji」 - Rōmaji                                      | Giapponese       |         |
| 1  | Esteban the Child of the Sun 「なぞの黄金都市」 - nazono ōgon toshi                | 29 giugno 1982   |         |
| 2  | The Crossing of the Atlantic 「魔のマゼラン海峡へ」 - ma no mazeran kaikyō he      |                  |         |
| 3  | Of New Heroes 「大竜巻の恐怖」 - dai tatsumaki no kyōfu                            |                  |         |
| 4  | Adrift on the Endless Sea 「魔の海の漂流」 - ma no umi no hyōryū                   |                  |         |
| 5  | The Abduction of Zia 「世界の涯ての島」 - sekai no gai teno shima                  |                  |         |
| 6  | The Ship Solaris 「ラ・ムーの巨船」 - ra. mu no kyo fune                           |                  |         |
| 7  | The Secret of Solaris 「巨大船の秘密」 - kyodai fune no himitsu                    |                  |         |
| 8  | The New Continent 「はじめての新大陸」 - hajimeteno shintairiku                    |                  |         |
| 9  | The End of the Solaris 「ラ・ムー号の最後」 - ra. mu gō no saigo                   |                  |         |
| 10 | The Temple’s Secret 「地下神殿の秘密」 - chika shinden no himitsu                  |                  |         |
| 11 | Messengers of the Region 「魔境からの使者」 - makyō karano shisha                  |                  |         |
| 12 | Secret of the Medallions 「ペンダントの秘密」 - pendanto no himitsu                |                  |         |
| 13 | The Mystery of the Parents 「父と母との伝説」 - chichi to haha tono densetsu       |                  |         |
| 14 | Esteban's Medalion 「2ツのペンダント」 - 2 tsu no pendanto                         |                  |         |
| 15 | The Subterranean Secret 「最後の脱出」 - saigo no dasshutsu                        |                  |         |
| 16 | The Urubus 「巨人族の襲撃」 - kyojin zoku no shūgeki                               |                  |         |
| 17 | The Great Condor 「黄金の大コンドル」 - ōgon no dai kondoru                        | 16 novembre 1982 |         |
| 18 | The First Flight of the Great Condor 「大コンドルの秘密」 - dai kondoru no himitsu | 23 novembre 1982 |         |
| 19 | The Nazca Plateau 「奪われた大コンドル」 - ubawa reta dai kondoru                  | 30 novembre 1982 |         |
| 20 | The Spaniards' Cannon 「あらたなる旅立ち」 - aratanaru tabidachi                   | 7 dicembre 1982  |         |
| 21 | The Amazons 「緑の魔境アマゾネス」 - midori no makyō amazonesu                     |                  |         |
| 22 | The Mirror of the Moon 「太陽の子と雨神の魔女」 - taiyō no ko to ame kami no majo  |                  |         |
| 23 | The Jade Mask 「聖なる泉の秘密」 - hijiri naru izumi no himitsu                    |                  |         |
| 24 | The Manuscript 「ヒスイ仮面の秘密」 - hisui kamen no himitsu                       |                  |         |
| 25 | The Lake of Gold 「黄金人間の祭り」 - ōgon ningen no matsuri                       |                  |         |
| 26 | The Marshes 「秘境 雨神の沼へ」 - hikyō ame kami no numa he                        |                  |         |
| 27 | The Door of the Night 「解けた写本の謎」 - toke ta shahon no nazo                  |                  |         |
| 28 | The Forest of Statues 「謎の黄金都市の場所」 - nazo no ōgon toshi no basho         |                  |         |
| 29 | The Burning Shield 「謎のオルメカ人基地」 - nazo no orumeka nin kichi              |                  |         |
| 30 | The Escape 「決死の大脱走作戦」 - kesshi no daidassō sakusen                       | 15 marzo 1983    |         |
| 31 | The Village of the New Sun 「新しい太陽の村」 - atarashi i taiyō no mura           | 5 aprile 1983    |         |
| 32 | The Attack of the Olmecs 「コンドル奪回作戦」 - kondoru dakkaisakusen              | 12 aprile 1983   |         |
| 33 | Reunions 「立ち上がったマヤの民」 - tachiaga tta maya no tami                      | 19 aprile 1983   |         |
| 34 | The Revolt of the Mayas 「オルメカ基地総攻撃」 - orumeka kichi sōkōgeki            | 26 aprile 1983   |         |
| 35 | The Olmec’s Machine 「オルメカ基地の秘密」 - orumeka kichi no himitsu              | 10 maggio 1983   |         |
| 36 | Ariel Duel 「巨石神像との戦い」 - kyo ishigami zō tono tatakai                     | 17 maggio 1983   |         |
| 37 | The City of Gold 「扉を開く黄金都市」 - tobira wo hiraku ōgon toshi                | 24 maggio 1983   |         |
| 38 | The Great Legacy 「巨石神像の最後」 - kyo ishigami zō no saigo                     | 31 maggio 1983   |         |
| 39 | The End of the City of Gold 「未来へ!!」 - mirai he!!                              | 7 giugno 1983    |         |

## Doppiaggio
| Personaggio | Doppiatore originale | Doppiatore italiano   |
| ----------- | -------------------- | --------------------- |
| Esteban     | Masako Nozawa        | Massimiliano Manfredi |
| Tao         | Junko Hori           | Fabrizio Manfredi     |
| Lia         | Mami Furui           | Rossella Acerbo       |
| Mendoza     | Isao Sasaki          | Franco Fortunato      |
| Pedro       | Kaneta Kimotsuki     | Sergio Gibello        |
| Sancho      | Takeshi Aono         | Sandro Pellegrini     |